# Dialetto arianese
Il dialetto arianese è una varietà periferica del vernacolo irpino, afferente al gruppo campano dei dialetti italiani meridionali. Tipico della città di Ariano (ufficialmente Ariano di Puglia fino al 1930, poi Ariano Irpino), come tutti gli idiomi romanzi discende direttamente dal latino volgare, lingua di ceppo indoeuropeo diffusa nell'antica Roma in epoca classica.

## Contesto geografico
Le caratteristiche del dialetto arianese appaiono piuttosto atipiche rispetto ai consueti canoni vernacolari irpini in virtù della posizione geografica della cittadina, situata lungo il margine settentrionale dell'Irpinia all'altezza del principale valico dell'Appennino campano (la cosiddetta sella di Ariano), dunque nell'estremo entroterra della Campania e immediatamente a ridosso del versante dauno-pugliese. Di conseguenza, se da un lato la parlata arianese ha potuto resistere relativamente meglio alla contaminazione basso-campana in generale e napoletana in particolare (Napoli divenne capitale del Regno fin dal XIII secolo), dall'altro lato è rimasta esposta in qualche misura alle influenze dialettali pugliesi (e più precisamente daune), piuttosto evidenti soprattutto a livello fonetico. Per motivi analoghi si osserva anche un certo influsso dei dialetti irpini, e dell'arianese in particolare, sui vernacoli parlati lungo il versante pugliese dei monti della Daunia (i cosiddetti dialetti dauno-irpini) e finanche, sia pur solo superficialmente, sulle isole linguistiche ivi presenti. Si rimarca inoltre la presenza di un certo contatto con l'area dialettale beneventana, attribuibile principalmente alla vicinanza geografica oltre che alle vicende storiche alto-medievali. Fin dalla prima metà dell'Ottocento l'arianese è comunque considerato come uno dei principali dialetti dell'intero gruppo campano.

## Contesto storico
Cospicuo fu il rilievo storico della contea di Ariano che, in epoca medievale, si estendeva su ambo i lati degli Appennini, tanto che sotto il dominio normanno assurse a grancontea (nell'ambito del vasto ducato di Puglia e Calabria) e si espanse fino alle porte di Benevento da un lato e fino alle soglie del Tavoliere dall'altro; per di più Ariano stessa dal 1498 fu elevata a sede ducale, e dal 1585 a città règia, l'unica in tutto il Principato Ultra (all'interno del quale costituiva il centro di gran lunga più popoloso). Fondamentale fu inoltre il ruolo svolto dalle grandi direttrici di traffico, quali la medievale via Francigena e la moderna strada regia delle Puglie oltre agli antichi percorsi della transumanza: il tratturo Pescasseroli-Candela (cui è imputabile anche un modesto influsso lessicale abruzzese) e il tratturello Camporeale-Foggia.

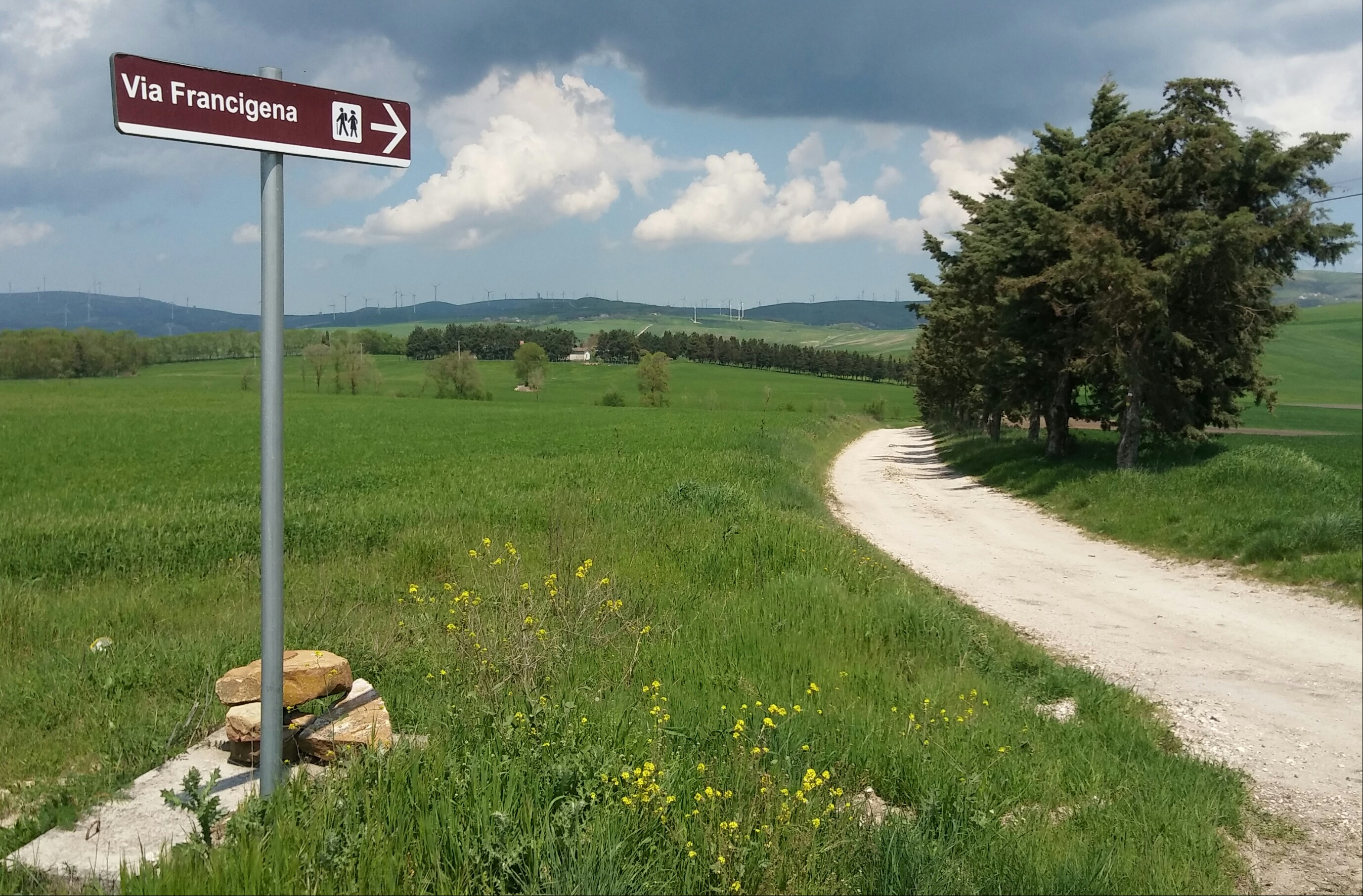
La via Francigena in direzione Puglia sul pianoro de La Sprinia, presso l'omonima masseria

Nell'ambito del regno di Napoli la cittadina era soprannominata "la chiave delle Puglie" in quanto essenziale nei collegamenti tra l'allora capitale e le vicine province pugliesi, con le quali vi erano intensi contatti e interscambi: perdipiù nel XV secolo si verificò un massiccio afflusso di rifugiati provenienti da Trani, i quali si insediarono nel borgo extramurale che da essi prese il nome (Tranìsi, ossia "Tranesi"); tale quartiere rupestre avrebbe poi ospitato le numerose fornaci della maiolica arianese, ed è proprio su alcune piastrelle in ceramica smaltata di produzione locale (datate 1772 e raffiguranti scene di caccia grossa) che si riscontrano le prime attestazioni scritte del dialetto arianese, consistenti in una complessa serie di locuzioni gergali velatamente licenziose o allusive e come tali non sempre agevolmente interpretabili. Tuttavia inflessioni dialettali, peraltro già significativamente compenetrate da elementi di provenienza pugliese, emergono fin da epoche ben più antiche e perfino in documenti di epoca alto-medievale redatti nel locale latino volgare.
Si consideri inoltre che la diocesi di Ariano, dal momento della sua istituzione e fino al grande scisma, seguiva il rito bizantino analogamente alle diocesi pugliesi, nonostante dipendesse da un arcivescovato longobardo quale quello beneventano. 
Ed è altresì significativo che fino al 1930 la città fosse nota con la denominazione di Ariano di Puglia, resa ufficiale a decorrere dal 1868 ma già in uso da molti secoli presso gli scrittori (anche nella formulazione latino medievale Arianum in Apulia), benché il vernacolo locale abbia sempre privilegiato la semplice forma originaria Ariano, attestata fin dal lontano 782 e di probabile origine personale o prediale.

## Fonologia
Fra i tratti salienti della parlata locale vi è la pronuncia delle vocali toniche e / o che, per effetto di un isocronismo sillabico di matrice adriatica, si presentano generalmente chiuse in sillaba libera nelle parole piane, a differenza che nel resto dell'Irpinia ove prevale piuttosto il timbro aperto. Pertanto in Ariano si dirà: "la mugliéra téne nóve sóre" (="sua moglie ha nove sorelle"), laddove nell'irpino standard si ha invece "(l)a muglièra tène nòve sòre". Viceversa nelle parole sdrucciole la pronuncia locale delle vocali toniche sovente si riapre, come ben si evidenzia nel caso dei sostantivi abbinati a possessivi enclitici: "muglièrima" (="mia moglie"), "sòreta" (="tua sorella").
Peculiare è anche il modo di pronunciare la vocale tonica a che in Ariano tende verso la e mentre altrove in Irpinia volge piuttosto verso la o, specialmente in sillaba libera o finale; così ad esempio la parola "fare" si pronuncia /fæː/ in arianese, /fɑː/ nell'irpino standard. Nel complesso, si ritiene dunque che il dialetto arianese risenta di influssi fonetici pugliesi.
Nei tempi composti si osserva inoltre l'alternanza vocalica nelle diverse persone del verbo ausiliare:
- à ritto (="hai detto")
- è dditto (="ha detto");

in realtà, mentre il primo costrutto deriva verosimilmente dal banale troncamento di un primitivo *ài ritto (lo si deduce dal mancato raddoppiamento fonosintattico –con conseguente rotacismo– della sillaba successiva), il secondo si sarebbe invece originato da un antico *à dditto, con successivo passaggio *à > è; la matrice di tale mutazione non è però pugliese, bensì basso-campana (Salerno, Pagani, Amalfi). In altri casi l'uso locale delle vocali toniche à / è nella pronuncia di un verbo ausiliare rimane liberamente intercambiabile: così ad esempio si potrà dire "àggiu capito" oppure "èggiu capito" (="ho capito"), senza che tra le due espressioni vi sia alcuna differenza di significato.
A livello puramente ortografico, oltre alla pressoché sistematica omissione della h etimologica nelle forme coniugate del verbo ausiliare "avere", si rimarca il frequente uso della lettera j (e talvolta anche della w) per indicare una semiconsonante in posizione iniziale o intervocalica, mentre i grafemi š e ẓ (o altri consimili) vengono sovente adoperati per segnalare rispettivamente l'eventuale palatalizzazione della s (in posizione preconsonantica) e l'alquanto infrequente sonorizzazione della z. Si noti ad esempio la differenza di pronuncia tra scasà (="traslocare") e šcascià (="sfasciare"), ove il monogramma š- ha in effetti lo stesso suono del successivo trigramma -sci-; oppure tra spitazzà (="spezzare") e smiẓẓà (="dimezzare"), in questo caso analogamente all'italiano. Sono inoltre costantemente trascritti i raddoppiamenti consonantici, anche a inizio parola (ad esempio ssuppilà, ="stappare").
Nel complesso sono comunque abbastanza evidenti (benché non eccessivamente profonde) le divergenze tra il dialetto arianese e i vari vernacoli diffusi nei piccoli paesi limitrofi, ove non di rado si tende a conservare le tipiche cadenze irpine in modo ancora più genuino, sebbene anche questi appaiano più o meno dissimili gli uni dagli altri, talvolta alterati da una componente gergale di solito poco appariscente ma in qualche caso assai ben marcata (un esempio è dato dal gergo ciaschino, parlato un tempo nella vicina Baronia).

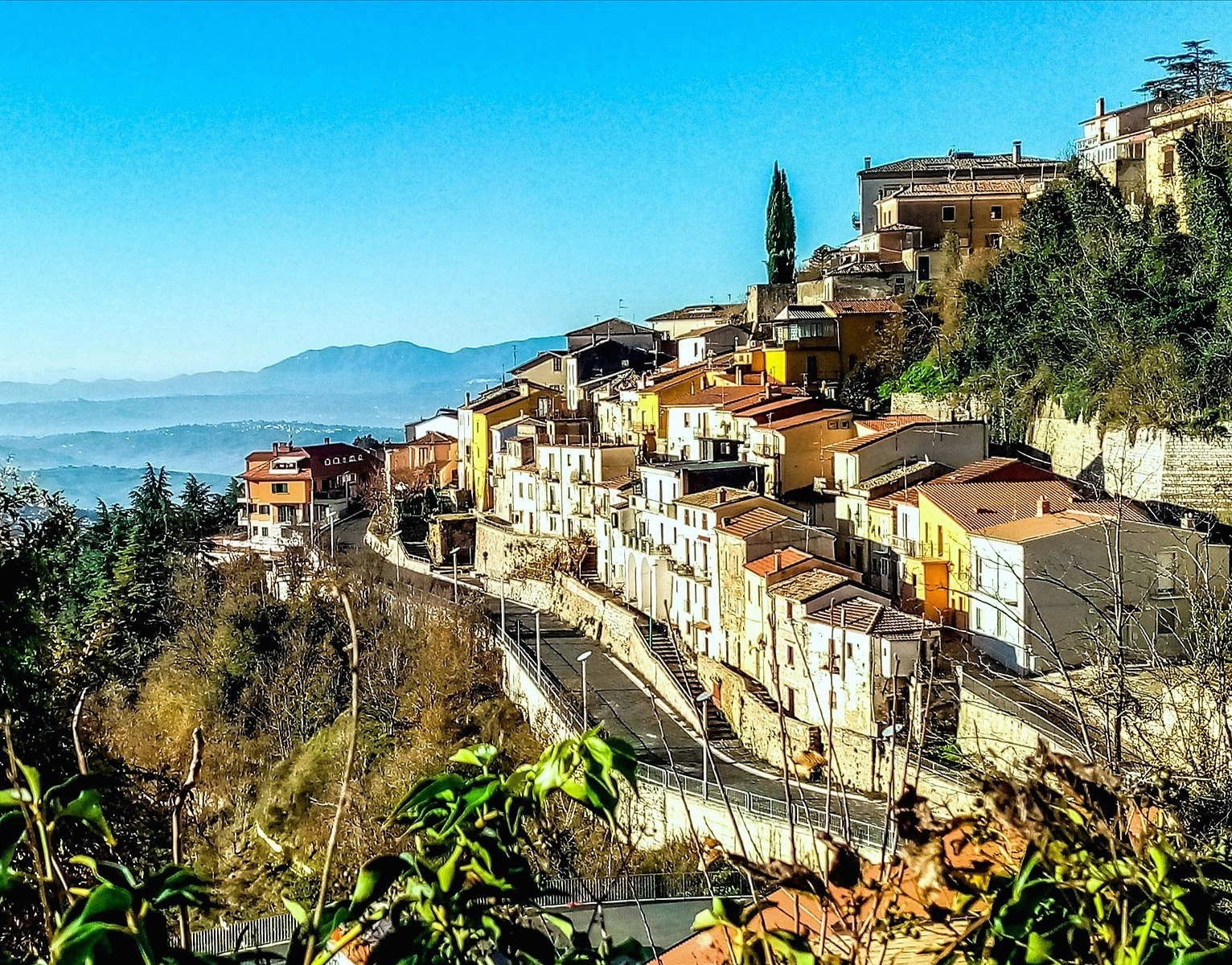
Il rione Sambuco (in dialetto Saùco), ricco di grotte popolate fin dal tempo dei Normanni o degli Angioini da una piccola comunità francoprovenzale, i cui tratti linguistici galloromanzi erano ancora riconoscibili nel vernacolo rionale dell'Ottocento

Radicalmente diversi, nonostante i continui interscambi, sono invece gli idiomi in uso presso le comunità appartenenti alle minoranze linguistiche territoriali, quali gli albanesi di Greci (un tempo presenti anche in Ariano), i francoprovenzali della Valmaggiore (anch'essi infiltratisi fin nella città di Ariano, ove permangono cospicue tracce della loro presenza) nonché gli antichi schiavoni (pure attestati ad Ariano e dintorni); questi ultimi, a differenza degli affini croati del Molise, hanno perso la loro individualità linguistica dopo aver però influito in modo determinante sulla storia e sulla cultura di Ginestra degli Schiavoni, Sant'Arcangelo Trimonte (in passato nota come Montemale o Montemalo) e Villanova del Battista (l'antica Polcarino degli Schiavoni), tre comunità legate fin dagli albori alla diocesi di Ariano (benché dal 1997 la parrocchia di Sant'Arcangelo Trimonte sia stata ceduta all'arcidiocesi di Benevento in cambio di Savignano Irpino e della già citata Greci).
Peraltro talune differenze vernacolari, sia pur piccole, si avvertono perfino tra una zona e l'altra della stessa città: ad esempio l'equivalente dialettale della parola "dietro" è addréto in taluni settori del territorio comunale, mentre arréto in altri (da notare però come entrambe le forme presentino la tipica e tonica chiusa); una tale varietà di sfumature è imputabile all'ampia diffusione degli insediamenti rurali sparsi su un agro assai vasto (il più esteso della Campania) e alquanto impervio. A ciò si aggiunge una certa differenziazione sociolinguistica tra un vernacolo "colto" e uno "contadinesco", quest'ultimo contraddistinto da forme e cadenze più alterate ma al tempo stesso più colorite, con maggior propensione al rotacismo e al betacismo (ad esempio, "due o tre volte" sarà pronunciato doj-tre vvote nella variante "colta", ma roj-tre bbote in quella "contadinesca"). Non di rado le sottili divergenze vernacolari tra le varie località del contado, nonché tra le diverse classi sociali, hanno offerto facili spunti alla parodia e alla satira in ambito cittadino.
(N. Di Gruttola, febbraio 1946.)

## Morfologia

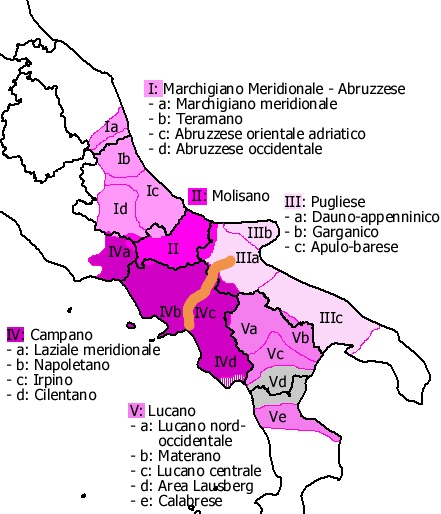
La linea Salerno-Lucera nel mezzo del dominio linguistico italo-meridionale

Per quanto attiene all'ambito morfologico, le divergenze più marcate si manifestano non tanto tra il versante occidentale (tirrenico) e quello orientale (adriatico) della catena appenninica, quanto piuttosto tra il settore nord e il settore sud dell'intera area linguistica meridionale. Uno dei principali elementi di demarcazione tra i due settori è dato infatti dalla cosiddetta linea Salerno-Lucera, un fascio trasversale di isoglosse che dal golfo di Salerno punta verso il Tavoliere delle Puglie giungendo così a separare non soltanto il dominio propriamente sannitico (a nord) da quello irpino (a sud) ma, più in generale, le aree ove ancora penetrano influssi del ceppo italo-mediano da quelle influenzate piuttosto dal sistema estremo-meridionale. E poiché il territorio arianese è geograficamente situato presso tale linea, ne consegue che il dialetto locale mostra, anche sotto questo profilo, un carattere di transizione, a volte evidenziando un'impronta marcatamente meridionale e irpina, altre volte discostandosene invece più o meno vistosamente. Ad esempio, sono prettamente meridionali (e dunque irpini):
- il passaggio -cj- > -zz- (fazzo, ="faccio"; strazzà, ="stracciare"), analogo ai tipi siciliani fazzu, strazzari e ben diverso invece dalle forme napoletano-abruzzesi facciə e straccià (Napoli e l'Abruzzo sono situati infatti a nord della linea Salerno-Lucera);
- la conservazione del nesso -ngj- (cangià, ="cambiare"; mangià, ="mangiare"), anche in questo caso similmente al siciliano (canciari, manciari) e diversamente dalle tipologie napoletano-abruzzesi cagnà e magnà; da notare che, sotto questo aspetto, il dialetto arianese è l'ultimo a mostrare quel nesso, poiché già a partire dalla limitrofa Montecalvo (pochi chilometri più a nord) compaiono forme del tipo cagnà e magnà.[39][59]

Sono invece tipicamente mediano-sannitici, e dunque differiscono dal tipo irpino-meridionale:
- l'imperfetto indicativo delle coniugazioni superiori strutturato in modo simile all'italiano (putévo, ="potevo"; vulévo, ="volevo"), ben diverso dalle forme sud-irpine ed estremo-meridionali potìa, volìa;
- la particella pronominale di prima persona plurale, la quale assume la forma "ci" come in italiano e non "ngi" (o "ni") come nell'Irpinia meridionale e nell'estremo sud. Ciò comporta notevoli conseguenze anche in campo sintattico, poiché ad esempio la frase sud-irpina "n(g)i volìa pròpio!" è solo apparentemente simile all'espressione arianese "n'ci vuléva pròpio!"; in realtà il senso è diametralmente opposto: la prima asserzione significa infatti "ci voleva proprio!", la seconda invece "non ci voleva proprio!".[39][59]

## Sintassi
Una caratteristica tipica del comprensorio, ossia di un'area corrispondente grosso modo al territorio dell'ex circondario di Ariano di Puglia, consiste nell'uso della congiunzione "ancora" in senso predittivo, come ad esempio nella frase: "accòrt'a lu tauro, ancora ti tózza" (="attento al toro, potrebbe incornarti"). In realtà tale tipo di costrutto si ritrova, in forme più o meno analoghe, anche in molte tipologie dialettali della vicina Puglia, ma non ha praticamente riscontri nel resto della Campania né tantomeno nella lingua italiana.
Comune a tutto il comprensorio è anche l'insieme di modalità in cui può configurarsi l'imperativo negativo alla seconda persona singolare: in alternativa al costrutto ordinario del tipo «negazione + infinito», ove peraltro gli elementi clitici precedono il verbo (ad esempio "nun ti ni ncarricà!, ="non occupartene!"), può aversi infatti una proposizione esclusiva con verbo all'indicativo (ad esempio "senza ca trimiénti!", ="non guardare!") o perfino un costrutto del tipo «negazione + gerundio», come ad esempio nella frase "nun šcantanno!" (="non spaventarti!"); anche quest'ultima modalità, pressoché inesistente nelle restanti parlate campane e nell'italiano, è invece predominante in gran parte della Puglia ed è ampiamente diffusa anche nella Lucania.
Caratteristico di gran parte dell'entroterra irpino è inoltre l'uso del termine mica in funzione di articolo partitivo o di aggettivo indefinito (con valore di "alcuni", "qualche"), come ad esempio nella frase "tiéni mica salisicchj?" (="hai qualche salsiccia?"), con riferimento a un quantitativo di salumi imprecisato, ma comunque molto piccolo; ben diversa sarebbe un'espressione del tipo: "mica tiéni li salisicchj?" (="per caso hai le salsicce?"), ove manca qualsiasi riferimento alla quantità di insaccati, che dunque potrebbe essere anche ingente (tale ultimo costrutto, a differenza del precedente, è invece comune a tutta l'area italoromanza).
Sono peraltro assai numerosi i fenomeni sintattici che, almeno a grandi linee, sono condivisi non soltanto da tutti i vernacoli irpini, ma anche dalla generalità dei dialetti meridionali; a titolo di esempio si citano la reduplicazione (ad es. "rènza rènza", ="rasente"), il possessivo enclitico (ad es. "fràtito", ="tuo fratello"), la deissi spaziale (ad es. "ssu zinnu llóche", ="codesto angolo"), l'utilizzo di "dove" a mo' di preposizione (ad es. "a ndu nui", ="da noi", "dalle nostre parti"), l'uso dell'indicativo in luogo del congiuntivo presente (ad es. "chi sa ca jòcca!", ="chissà che nevichi!"), la funzione puramente dubitativa del condizionale e del futuro semplice (ad es. "sarrìa priésto", oppure "sarràj priésto", ="forse è presto"), l'accusativo alla greca (ad es. "lu faccistuórto", ="colui che ha il viso torvo") e l'accusativo preposizionale (ad es. "à vist'a Ffrancisco?", ="hai visto Francesco?"), quest'ultimo diffuso anche, in forme più o meno analoghe, in diversi altri idiomi romanzi (ma non nell'italiano).

## Struttura

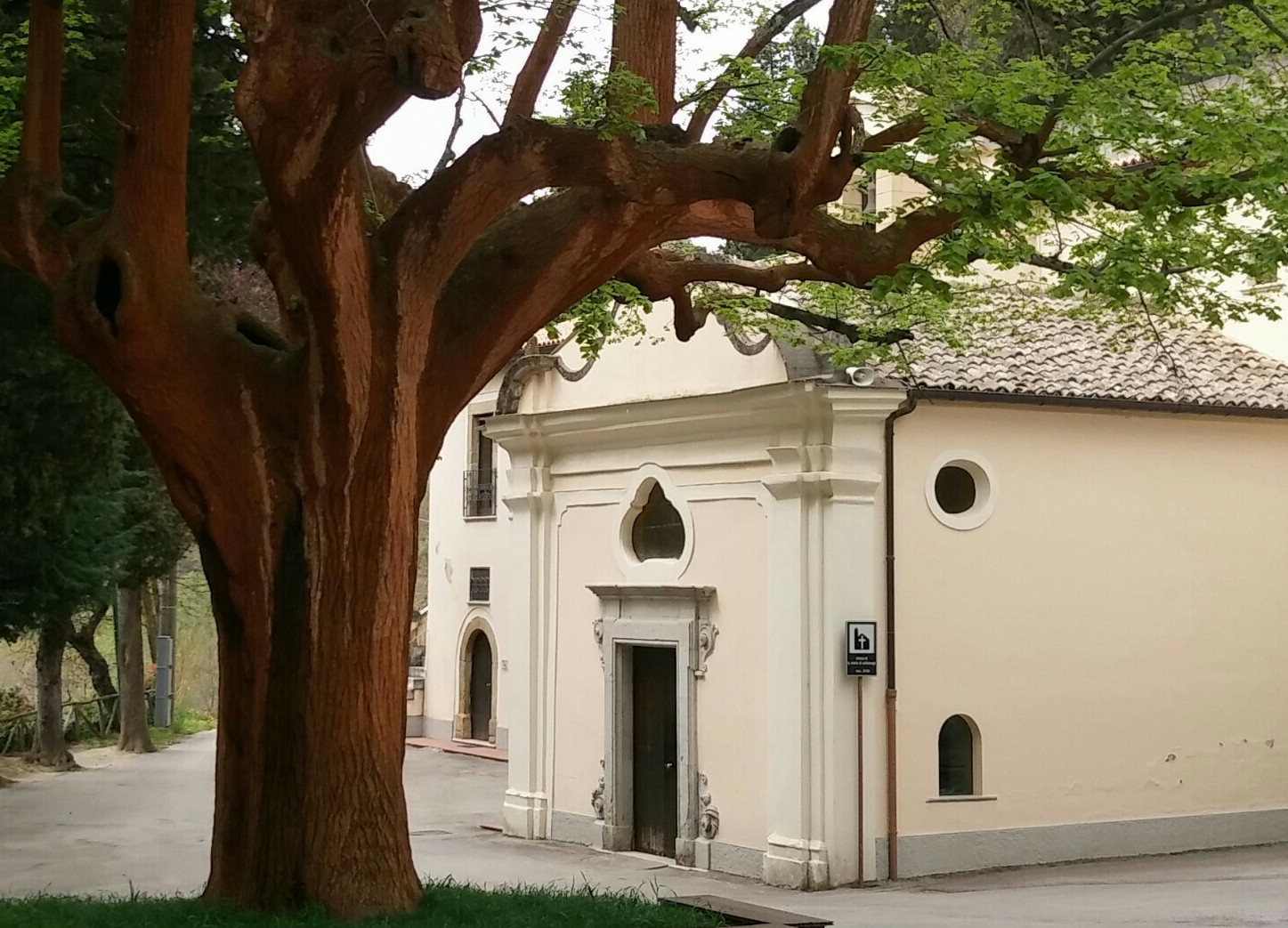
La téglia (="il tiglio", dal latino tĭlia), maestoso albero monumentale presso l'antico santuario della Madonna di Valleluogo. Si noti la conservazione del genere femminile latino in arianese, ma non in italiano.

Comune a tutto il contado (ma non al resto dell'Irpinia) e con frequenti analogie in altre aree appenniniche è la declinazione dell'articolo determinativo. In particolare la forma singolare maschile, salvo casi di elisione, è sempre "lu", a differenza dell'italiano che distingue tra "il" e "lo"; tuttavia, così come in vari altri dialetti meridionali, quando si tratta di cose non numerabili ne consegue il frequente raddoppiamento fonosintattico della consonante iniziale del sostantivo:
- lu cuccio: il coniglio
- lu muto: l'imbuto
- lu stucchio: lo stelo
- lu cacàglio: il balbuziente
- lu frišco: il fischio
- lu ffrišco: il fresco (con raddoppiamento)
- lu ggranurìnio: il mais (con raddoppiamento)
- lu ffòrte: il piccante (con raddoppiamento)
- l'ùsimo: l'olfatto, il fiuto (con elisione);

l'articolo singolo femminile, salvo casi di elisione, è sempre "la", esattamente come in italiano:
- la jatta: la gatta
- la cèrza: la quercia
- la frónna: la foglia
- la ristóccia: la stoppia, le stoppie
- l'acquarìccia: la rugiada (con elisione);

l'articolo plurale, maschile o femminile che sia e salvo casi di elisione, è sempre "li" , a differenza dell'italiano che distingue tra "i", "gli" e "le"; tuttavia, così come in vari altri dialetti meridionali, quando l'articolo è femminile ne consegue il raddoppiamento fonosintattico della consonante iniziale del sostantivo e, in qualche caso, anche l'infissione di una particella "-ir-" nella terminazione:
- li raciuóppuli: i grappoli
- li vùnguli: i baccelli
- li zìnzuli: gli stracci
- li spinapùlici: i biancospini
- li spulicariélli: i fagiolini
- li ccòsse: le gambe (con raddoppiamento)
- li qquatrare: le ragazze (con raddoppiamento)
- li ccàsire: le case (con raddoppiamento e infissione)
- l'aulive: le olive, gli olivi (con elisione);

inoltre, a differenza che in italiano, le preposizioni articolate non ammettono forme contratte:
- cu lu razzo: col braccio
- di la cainata: della cognata
- a li chiuppi: ai pioppi
- da l'uorto: dall'orto (con elisione)
- nta li ppréte: nelle pietre (con raddoppiamento).

Altri elementi accomunano invece il dialetto arianese non soltanto a tutta l'Irpinia ma anche a diverse regioni circostanti, come ad esempio l'impiego degli articoli indeterminativi "nu" (maschile) e "na" (femminile), il cui uso si estende dal Molise alla Calabria:
- nu viccio: un tacchino
- nu ràncico: un graffio
- nu surdillino: un ceffone
- nu squìccio: uno schizzo
- n'allucco: un urlo (con elisione)
- na ciampata: una pedata
- na stizza: una goccia
- na pircóca: una pesca
- na ciammarruca: una chiocciola
- n'anca: una branca, un ramo (con elisione).

Analoghe considerazioni valgono per il sistematico troncamento dell'ultima sillaba dell'infinito verbale, fenomeno questo diffuso dall'Umbria fino alla soglia messapica e al Cosentino (seppur non in modo uniforme: nel dialetto napoletano, ad esempio, la sillaba finale in taluni casi si conserva). Alcuni esempi:
- juscià (soffiare), pajà (pagare), fraccà (frantumare), accunzà (aggiustare), fatià (lavorare, letteralmente "faticare")
- viré (vedere), puté (potere), caré (cadere), sapé (sapere), paré (sembrare, letteralmente "parere")
- vénce (vincere), strure (distruggere), accòglie (raccogliere), vatte (battere), nfónne (bagnare, letteralmente "infondere")
- ascì (uscire), raprì (aprire), mpaccì (impazzire), ammupì (ammutolire), jì (andare, letteralmente "ire").

Il troncamento dell'infinito si consocia inoltre, come in molti altri dialetti meridionali, al frequente trapasso dalla 4ª alla 3ª coniugazione latina con conseguente arretramento dell'accento tonico:
- sàglie (salire), sènte (sentire),  spàrte (spartire), vèste (vestire), vólle (bollire)
- cóse (cucire), énchie (riempire), fùje (fuggire), questi ultimi tre derivati dalle forme latine volgari *cusīre, *implīre, *fugīre e non dai lemmi classici consŭere, implēre, fŭgere[75].

Notevole è poi lo sviluppo della metafonesi, comune, oltre che a svariati altri dialetti centro-meridionali, anche a quelli di talune aree della Sicilia. Tale fenomeno si esplica nel mutamento della vocale tonica di una parola (a causa dell'influsso di altra vocale successiva) nel passaggio dal singolare al plurale, dal femminile al maschile oppure tra le varie persone dei verbi. Di seguito alcuni esempi:
- quéra (quella) <> quiro (quello)
- nòsta (nostra) <> nuósto (nostro)
- róssa (rossa) <> russo (rosso)
- ròssa (grossa) <> ruósso (grosso)
- vaglióne (ragazzo) <> vagliuni (ragazzi)
- prèvete (prete) <> priéviti (preti)
- stènno (stendo) <> stiénni (stendi)
- avéssa (dovrei / dovrebbe) <> avissa (dovresti).

Nella generalità dei casi la metafonesi di tutte le vocali originariamente brevi (eccetto ă) e delle vocali lunghe ē / ō (nonché del dittongo ae, scritto anche Æ) è stata innescata dalle vocali finali latine -i- / -u-, a prescindere da eventuali terminazioni consonantiche.
A tutto ciò vanno poi aggiunti gli effetti dovuti alla presenza di un terzo genere (il cosiddetto "neutro di materia"), diffuso sotto varie forme in gran parte dell'Italia centro-meridionale ma non pienamente riconducibile a sopravvivenze dell'antico genere neutro latino; a titolo di esempio si osservi la differenza tra quéru ffiérro (="quel ferro", inteso appunto come materiale) e quiru fiérro (da interpretarsi invece come "quell'arnese"). Allo stesso modo è possibile distinguere i fatti dalle persone (ad esempio lu ssapivi?, ="lo sapevi?"; ma lu sapivi?, ="lo conoscevi?"), oppure gli immobili dalle suppellettili; pertanto "questo è mio" si dirà quést'éja lu mmio se riferito a un terreno, ma quist'éja lu mio se riferito a un oggetto.

## Evoluzione
Analogamente agli altri dialetti meridionali, anche l'arianese trae origine dalla sovrapposizione del volgare latino (parlato dagli antichi Romani) sui dialetti oschi in uso presso le popolazioni di stirpe sannitica stanziate nel territorio. Tuttavia la completa latinizzazione fu preceduta da una fase di bilinguismo (o meglio, di diglossia), la cui durata dovette estendersi dalla conclusione delle guerre sannitiche fino almeno al termine della guerra sociale (se non oltre), come attestato localmente da taluni reperti nonché da toponimi perfettamente bilingui; tra questi ultimi è notevole l'esempio di Aequum Tuticum (un vicus romano citato in svariate forme a partire dal 50 a.C.), la cui denominazione è composta dalla parola latina aequum (="pianura", "campo aperto", talvolta significativamente confusa con ĕquuus, ="cavallo") e dal termine osco *tūticum (="pubblico", "appartenente al touto", ossia al popolo).
Le variazioni linguistiche non cessarono, però, con l'estinzione del primitivo idioma osco. Numerosi tra i fenomeni glottologici che caratterizzano la parlata dialettale costituiscono in effetti dei tratti assai antichi (un esempio è dato dalla già citata metafonesi), ma altri mutamenti fonetici sopravvennero in epoche successive. Una prova è fornita dalla parola dialettale vòsco (="bosco d'alto fusto", dal germanico bosk), attestata nel latino medievale (boscus) del II millennio, la quale infatti mostra il passaggio b > v (tipico dei dialetti meridionali e del siciliano) ma non la metafonesi (altrimenti si sarebbe dovuto avere *vuósco), il che garantisce che entro l'alto medioevo quest'ultimo fenomeno si era già compiuto e dunque, salvo casi di analogia, non poteva produrre più alcun effetto sulle parole sopraggiunte tardivamente. Una conferma in tal senso è data dalla contrapposizione tra l'agionimo metafonetico sant'Antuóno (="sant'Antonio Abate", morto nel IV secolo e venerato fin dalla tarda antichità) e il suo corrispettivo non-metafonetico sant'Antònio (="sant'Antonio di Padova", morto e canonizzato nel XIII secolo).
Naturalmente anche il passaggio b > v deve essere avvenuto in una ben determinata fase storica (corrispondente, nel caso specifico, al basso medioevo), trascorsa la quale ha cessato definitivamente di produrre effetti. Si può infatti certamente affermare che ciò è accaduto dopo che nel dialetto arianese era penetrata la parola vrénna (significante "crusca" e derivante dall'antico-francese bren) ma prima che vi si introducesse la parola buttéglia (la quale, parallelamente all'italiano "bottiglia", deriva dal medio francese bouteille).

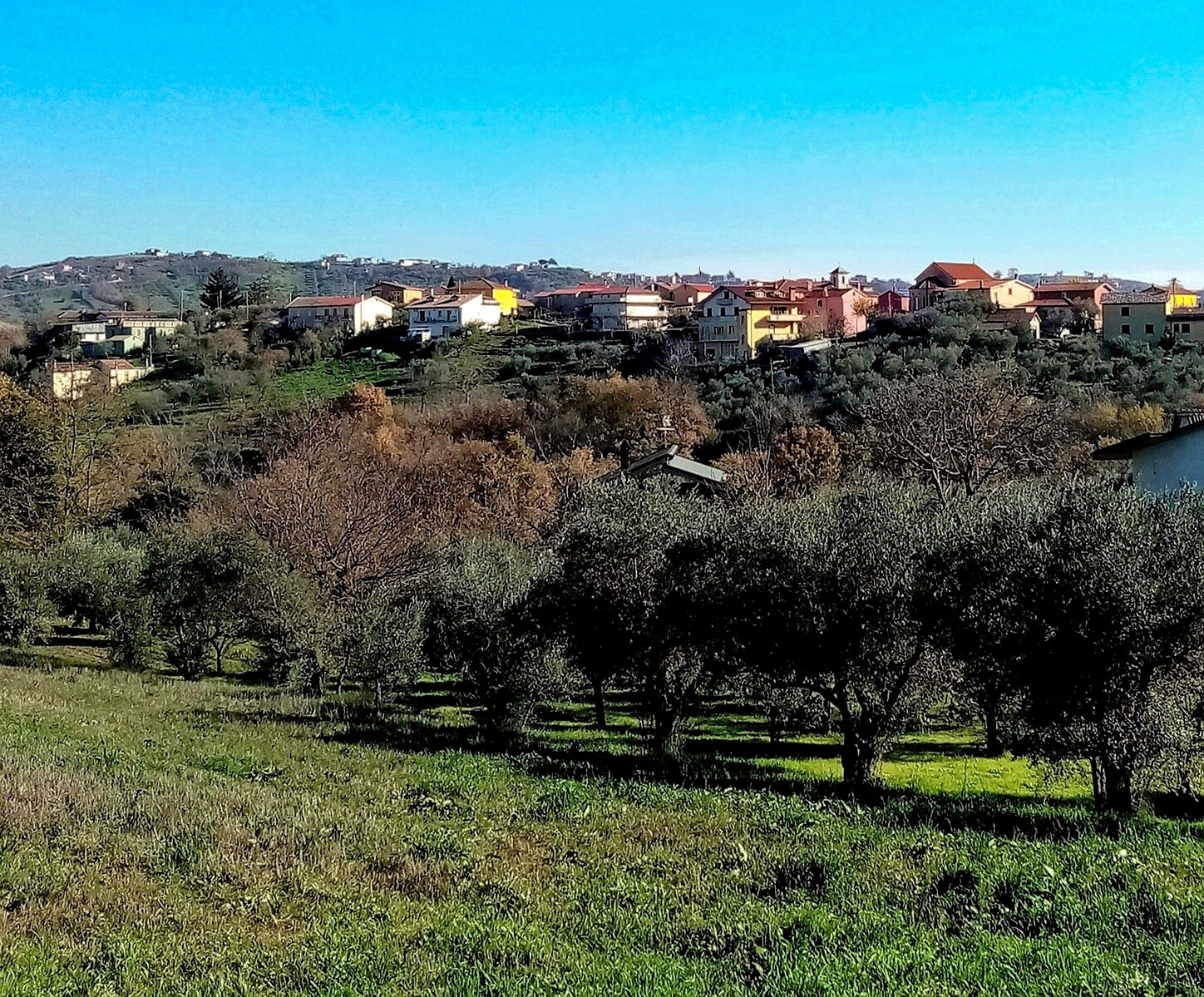
La contrada Torreamando (in dialetto La Manna) su un poggio ammantato di oliveti e querceti. Mentre il toponimo ufficiale ricalca l'originaria denominazione Amando (con riferimento a un'antica torre distrutta nel 1767), il nome vernacolare è invece frutto di una lunga evoluzione fonetica attraverso le forme Amandi > Amanni > Amanna > Lamanna, tutte ben attestate nelle fonti storiche.

In epoca moderna si sono poi verificate le assimilazioni -mb- > -mm- (ad esempio mmuccà, ="inclinare", da un volgare *imbuccare) e -nd- > -nn-, quest'ultima riscontrabile infatti anche nella parola nnóglia (="salame pezzente") derivata dal francese andouille non prima della fine del medioevo. Del resto fino al Quattrocento il toponimo La Manna era attestato come Amando o Amandi (lo stesso accadeva per il vicino borgo di Panni, citato come Pandi ancora al principio del Seicento). Ne consegue che, ad esempio, il termine dialettale tanno (="allora", dal latino tam) in origine non doveva rimare con quanno (="quando", dal latino quando) poiché quest'ultima parola deve essere stata pronunciata *quando fino al momento dell'avvenuta assimilazione del gruppo consonantico -nd-. Situazioni più o meno analoghe si registrano anche nel resto del Mezzogiorno, benché alcune aree dell'estremo sud peninsulare e della Sicilia nord-orientale (le stesse ove era stanziata la minoranza greca) non sono state affatto raggiunte dal fenomeno; tuttavia anche nel dialetto arianese (così come in altri vernacoli alto-meridionali) esso ha cessato di produrre effetti entro il Seicento-Settecento, tanto che i termini penetrati successivamente non ne hanno più risentito (ad esempio nduvinà dall'italiano "indovinare").
Altre modifiche fonetiche, peraltro non ancora giunte a compimento, si stanno invece verificando in epoca contemporanea: in particolare si tratta delle sonorizzazioni -mp- > -mb- (ad es. "simu sempe nui" > "simu sembe nui", ="siamo sempre noi") e -nt- > -nd- (ad es. "quanti ni site?" > "quandi ni site?", ="in quanti siete?"). Di fatto la pronuncia locale fluttua liberamente, poiché le innovazioni sembe / quandi non si sono ancora definitivamente affermate mentre le vecchie forme sempe / quanti sono considerate tuttora accettabili. È comunque pacifico che le sonorizzazioni -mp- > -mb- / -nt- > -nd- siano da ritenersi tardive e logicamente consequenziali rispetto alle già citate assimilazioni -mb- > -mm- / -nd- > -nn-, tanto che lo stesso areale di diffusione nell'ambito dei dialetti centro-meridionali è, seppur di poco, più ristretto.
In ogni caso l'evoluzione della parlata è sempre avvenuta in modo progressivo e senza salti bruschi; è sufficiente infatti un confronto con la traduzione in dialetto (operata nel 1875 dall'arianese Giovanni Vincenzo Albanese) della sesta novella della prima giornata del Decamerone di Giovanni Boccaccio per accorgersi che le parole e le locuzioni vernacolari ottocentesche risultino ancora perfettamente intelligibili, benché alcune di esse appaiano ormai piuttosto desuete.

## Lessico

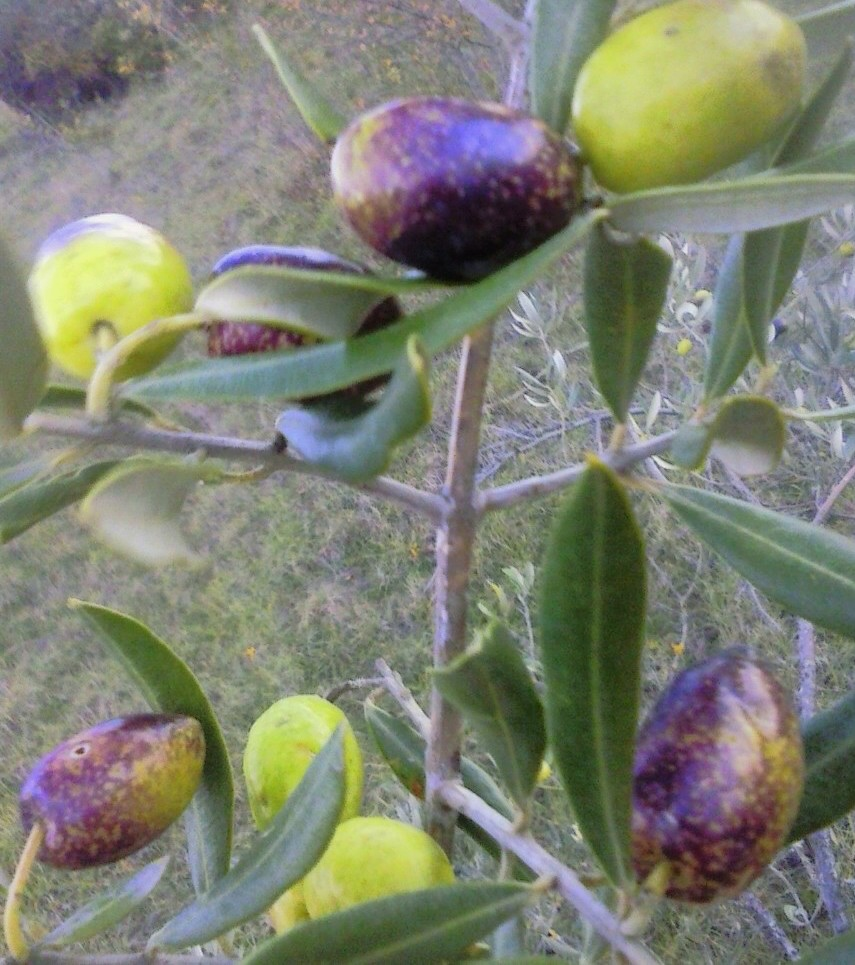
La rinomata varietà di olivo ravece conserva il proprio nome dialettale arianese, attestato fin dal 1517 (sia pur nella forma arcaica ravej). L'olivicoltura locale si fonda su una tradizione ancor più lunga (un "olivetum in Ariano" è infatti citato in un atto pubblico datato 797 e riportato nel Chronicon casinense).

In quanto alla componente lessicale, si rimarca che le parole derivanti dal sostrato osco, ossia dalla lingua pre-latina parlata dalle antiche popolazioni italiche (Sanniti, Irpini, ecc.), sono relativamente poco numerose. Alcune di esse hanno però radici assai arcaiche, in quanto riconducibili a un primordiale strato linguistico pre-italico e dunque pre-indoeuropeo (del resto una lingua non indoeuropea, l'etrusco, è attestata nel vicino agro campano fino al V secolo a.C.). Hanno remotissime origini, ad esempio, alcuni termini associati fin dall'antichità alla tecnica agro-pastorale, quali mórra (="gregge"), ràlito (="avena selvatica") e témpa (="zolla"). In particolare, la parola mórra appare indissolubilmente legata all'ancestrale tradizione della transumanza, benché il suo significato originario dovesse essere "mucchio" (e in special modo "mucchio di pietre"; tale ultima accezione, piuttosto frequente in area mediterranea, si conserva localmente nel derivato murrécina). In quanto al fitonimo ràlito, corrispettivo metatetico del tipo calabro-lucano gàlatru / gàlatra e lontanamente affine al basco garagar (="orzo"), esso deriva da una primitiva radice *gar (="cereale", "graminacea"). Infine témpa, che in origine doveva significare "rupe", nelle sue varie forme è ampiamente diffusa nella toponomastica (uno degli ambiti lessicali più stabili) dall'Abruzzo fino alla Sicilia, ma con sporadiche sopravvivenze anche nella penisola iberica e isolatamente nei Carpazi.
In effetti diversi altri termini pre-latini (sia pur non pre-indoeuropei) sono sopravvissuti fino all'epoca contemporanea proprio perché frequentemente usati in campo toponomastico: un esempio è dato dalla parola pišcóne (="macigno") derivato dal vocabolo osco pestlúm (pesclum nel locale latino medievale) che si ritrova in numerosi toponimi dell'Appennino centro-meridionale: Pescolamazza (l'attuale Pesco Sannita), Pescopagano, Pescolanciano, Pescorocchiano e svariati altri. Piuttosto diffuso è anche l'idronimo Cervaro, già citato da Plinio il Vecchio nella forma nativa Cerbālus, il cui significato fondamentale doveva essere "sassoso", "irruente". Origini pre-romane hanno inoltre il geonimo muféta (ovvero moféta, dall'osco mefitis, dal quale ultimo derivano anche il latino mephītis e, indirettamente, l'italiano mefite), l'altro idronimo Ùfita (originatosi dalla stessa radice di Aufidēna, l'attuale Alfedena, e Aufidus, l'odierno Òfanto) nonché l'epiteto popolaresco cafóne (="campagnolo", ma etimologicamente "zappatore", "scavatore"), quest'ultimo adoperato fin dall'antichità a mo' di antroponimo in ambito regionale e penetrato infine nella stessa lingua italiana, ove però ha assunto il significato puramente spregiativo di "zotico", "screanzato"; degna di nota è anche la presenza, nei tre lemmi citati (muféta, Ùfita, cafóne), di f intervocalica, un carattere tipico delle lingue osco-umbre.
Ad ogni modo la componente maggioritaria del patrimonio lessicale vernacolare è costituita da latinismi, il che è normale per un idioma romanzo. Alcuni di essi sono andati perduti nel corso dei secoli, ma tantissimi si conservano, specialmente negli ambiti più tradizionalisti come quello contadino. Eccone alcuni esempi:
- caso (="formaggio") da cāseus
- làina (="sfoglia") da lăgana[118]
- ària (="aia") da ārea, da cui anche il toponimo l'Arièlla, poi divenuto la Rièlla[119]
- méta (="fienile") da mēta, il cui significato letterale era "cono"
- réglia (="pagliaio"[120]) da rēgula, letteralmente "stollo"
- trappito (="frantoio") da trapētum
- ripóne (="dirupo") da un accrescitivo di rīpa
- lama (="frana") da lāma, in origine "acquitrino"
- lavina (="pozzanghera") da labīna, da cui deriva anche l'italiano "slavina"
- puzzàco (="fontanile") da un'alterazione di pŭteus (="pozzo", ma anche "fossato")
- lóta (="fango") da lŭta[118]
- jilàma (="brina") da gelāmen, in correlazione al verbo gelāre
- mastriéllo (="trappola per topi") da  *mustrĕllum, diminutivo popolaresco di mustrīcula, a sua volta composto da mūs (="ratto", "grosso topo") e da un corradicale di tricāri (="restare incastrato")[121]; da quest'ultimo lemma deriva anche il dialettale tricà (="tardare")
- rólla (="porcile") da una forma volgare *harul(l)a, diminutivo di hăra (="ricovero per animali domestici")[122]
- caggióla (="gabbia") da caveola, diminutivo di căvea
- siróla (="anfora") da seriola, diminutivo di sēria (="giara")
- àmmula (="brocca") da ămmula, antica variante di hămula, a sua volta diminutivo di hăma (="recipiente per acqua")[123]
- stila (="asta" di attrezzo) da hastīle, derivato di hasta (="asta")
- sirràcchio (="saracco") da serrāculum, derivato di sĕrra (="sega")
- pitaturo (="roncola") da putatōrium, dalla stessa radice di putāre (="potare")
- nuzzo (="nòcciolo") da nŭc(l)eus
- ciglio (="germoglio" o "pungiglione") da *acīleus, variante rustica di acūleus[124]
- stucchio (="stelo"), da stŭpulum, doppione vernacolare di stĭpulum[125]
- nzito (="innesto") da una forma volgare *insētum, parallela al classico ĭnsitum[126]
- supàla (="siepe") da *saepālis, forma aggettivale di saepes[127]
- fungi (="funghi") da fungi
- ciraso (="ciliegio") da *cerăseus, variante popolaresca di cěrasus[128]
- àccio (="sedano") da ăpium
- cucózza (="zucca") da cucŭtia, variante tarda di cucŭrbita[129]
- jéta (="bietola") da b(l)ēta
- làssina (="senape selvatica") da lāpsana
- fràscino (="frassino") da frāxinus (da cui anche il toponimo Frascineta)
- cuórno (="corniolo") da cо̆rnus (da cui anche il toponimo Curneta, erroneamente trascritto Orneta)[130]
- saùco (="sambuco") da sabūcus, esso stesso toponimo
- sórice (="topo") da sōrex
- milògna (="tasso") da una forma volgare *melonia, variante di mēles[131]
- pica (="gazza") da pīca
- tàuro (="toro") da taurus
- àino (="agnello") da agnus (si noti che in latino classico la g e la n erano pronunciate separatamente[132], non essendosi ancora realizzata la palatalizzazione che si ritrova invece nella parola italiana "agnello")[133].

Inoltre, tra i verbi di diretta derivazione latina è opportuno menzionare séglie (="selezionare le parti mangerecce" degli ortaggi, da sēligere) e šcamà (="emettere un verso", riferito a un qualsiasi animale, da exclamāre), mentre tra gli aggettivi si citano ciérivo (="immaturo", da acĕrbus) e siritìzzo (="raffermo", da una forma alterata di serotīnus); notevole anche l'avverbio ntrimènte (="nel frattempo", da ĭnterim).
Più sporadici sono invece i termini di origine greca, peraltro non tutti pervenuti contemporaneamente: la fonologia consente infatti non soltanto di riconoscere agevolmente le parole di schietta derivazione greca (ad esempio, vasinicóla discende direttamente dal greco basilicón e non dal derivato latino basĭlicum, che è invece all'origine dell'equivalente italiano "basìlico"), ma anche di distinguere tra vocaboli greco-antichi di probabile irradiazione magno-greca (ad esempio cìcino, significante "orcio" pur derivando dalla stessa radice del termine italiano "cigno", in greco kŷknos) e parole greco-bizantine sopraggiunte tardivamente (ad esempio chìchilo, ossia "fusillo elicoidale", dalla cui radice greca kŷklos è stata poi coniata la parola italiana moderna "ciclo"'). In effetti alla fine del IX secolo i Bizantini, partiti dalla Puglia, riuscirono a occupare per diversi anni il principato di Benevento; dovette essere proprio allora che si affermò l'agiotoponimo Sant'Eleuterio, chiaramente bizantino e sinonimo di San Liberatore (agiotoponimo anch`esso, ma di origine latina e appioppato a tutt'altra parte dell'agro cittadino).
Di antica derivazione ellenica sono, ad esempio, i termini àpulo (=uovo "dal guscio molle", da hapalós), campa (="bruco", da kámpē), rasta (="coccio", da gástra, attraverso una forma metatetica *grasta), tallo (="scapo" della cicoria, da thallós) e tréppito (="treppiede", da trípous), mentre dal greco bizantino discendono còchila (="galla di quercia", da un derivato di kókkos), cuccuwàja (="civetta", da koukoubáyia), faóne (="falò", da phanós), mustazzo (="baffo", da moustákion) e tumpagno (="spianatoia per la pasta", da tympánion).
Abbastanza frequenti (benché meno numerose che in italiano) sono le parole di origine germanica, apportate dapprima dagli Ostrogoti e poi dai Longobardi; un esempio significativo è rappresentato da La Uàrdia (="La Guardia", dal gotico warda), nome del più antico quartiere cittadino sorto alle falde settentrionali del castello di Ariano; un altro toponimo è costituito da Gaudiciéllo, derivante dalla parola longobarda waud avente il significato di "bosco" (con particolare riferimento ai terreni destinati a disboscamento e coltura) con l'aggiunta però di un diminutivo tipicamente latino (dunque gaudiciéllo ="boschetto", "piccolo fondo alberato"). Di origine germanica sono anche i nomi comuni šchino (="groppa", dal longobardo *skina che ha originato anche l'italiano schiena), uffo (="anca", ricollegabile all'alto-tedesco huf) e zéppa (="cuneo", dal longobardo zeppa) nonché diversi verbi tra cui stampià ("pestare", dal gotico stampjan), sparagnà (="risparmiare", da sparanjan) e zumpà (="saltare", connesso all'antico tedesco gumpen e dunque affine –sia pur indirettamente– al danese gumpe e all'inglese jump, tutti di identico significato). Rari sono invece i termini di diretta derivazione anglosassone, sopraggiunti peraltro soltanto in epoca contemporanea, quali ad esempio bòsso (="genitore", da boss), gingómma (="gomma da masticare", da chewing-gum) e fènza (="recinzione"), quest'ultimo originatosi dall'inglese (the) fence, a sua volta risalente al latino tardo defensa (="difesa") attraverso il francese défence.
Non manca qualche termine derivato dall'arabo (una lingua semitica, dunque non indoeuropea) pervenuto principalmente dall'ex-Sicilia islamica (Palermo fu la capitale del Regno nei secoli XII-XIII) oltreché dal vicino insediamento musulmano di Lucera (i Saraceni lucerini compivano frequenti incursioni, tra cui quella del 1255 che devastò Ariano). Ecco alcuni esempi di parole di origine araba: cupéta (="torrone", da kubbaita), rumàno (="contrappeso della stadera", da rummāna), sciarre (="bisticcio", da šarra), taùto (="bara", da tabút), tùmmulo (="tomolo", un'unità di misura per aridi e per superfici, da tumn), zirro ("barile per olio", da zir).
Numerosi sono poi i prestiti lessicali da altri idiomi romanzi. In particolare, le dominazioni normanna, angioina e aragonese hanno contribuito ad apportare non poche parole di origine rispettivamente normanda, provenzale (o, talvolta, francoprovenzale) e catalana; ad esempio accattà (="comprare", dal normando acataïr), ualàno (="bovaro", "bifolco", dal sostantivo provenzale galan, letteralmente "giovane garzone"), addunà (="accorgersi", dal catalano adonarse di identico significato). In conseguenza del lungo assoggettamento del regno di Napoli alla corona di Spagna, nel corso dei secoli XVI-XVII divenne però preponderante l'influenza spagnola, riscontrabile non soltanto in alcune strutture sintattiche, quali l'uso dei verbi stà (="stare", "essere“) e tiné (="tenere", "avere") che ricalcano rispettivamente quelli di estar e tener, ma anche nel lessico; sono comuni, infatti, termini come crianza (="cortesia", da crianza), piléa (="pretesto", da pelea), sicàrio (="sigaro", da cigarro), siérro (="collina", da cerro, forse con influsso di sierra), nzirrà (="chiudere", da encerrar), rubbricà (="seppellire", da lobregar, a sua volta risalente a una forma metatetica del latino lūgubris), tuzzà / tuzzilà (="urtare" / "bussare", da tozar), palià (="bastonare", da palear), abbušcà (="ricevere percosse", "incassare", da buscar).
Si potrà notare come la parola abbušcà mostri un'inflessione fonetica prettamente napoletana. In effetti molte delle parole derivate da idiomi stranieri sono pervenute non direttamente dalle rispettive lingue madri, ma per tramite di altre parlate regionali di più alto rango: soprattutto il napoletano, ma anche il beneventano, il capuano e il salernitano (Ariano è stata soggetta per tre secoli al ducato di Benevento e per ben cinque secoli al regno di Napoli, tuttavia in una fase intermedia si imposero anche i principati di Capua e Salerno). Del resto le stesse considerazioni valgono anche per i termini di derivazione latina pervenuti indirettamente e a posteriori: si noti ad esempio la differenza tra scopa nel significato di "arnese per spazzare" (diretto discendente del latino scōpa) e šcopa nel senso di "gioco di carte", il quale ultimo mostra nella fonetica la chiara provenienza napoletana. Allo stesso modo, in base a semplici considerazioni fonologiche è possibile affermare che pàccio (="pazzo") è un termine dialettale genuino, ossia non derivato dal basso-campano pazzə né tantomeno dall'italiano pazzo; diverso è invece il caso di pazzià (="scherzare") riconducibile, questo sì, alla parlata napoletana.
Peraltro, in ambiti più specifici, non sono mancate infiltrazioni lessicali da altri idiomi dialettali di minor prestigio culturale ma più strettamente legati a determinati comparti; ad esempio la parola zurro (="caprone"), tipico termine vernacolare molisano legato al gergo della transumanza, si è sovrapposta al suo sinonimo zìmmaro che costituiva invece un prestito dal latino regionale della Magna Grecia (chímaros, dalla cui forma femminile chímaira è stata tratta la parola italiana chimera). Parimenti legato al mondo della pastorizia, ma di ambito essenzialmente pugliese, è inoltre il termine jazzo (="ovile"). E ancora dalla Puglia è sopraggiunta la parola quarata, un astruso termine idiomatico che compare nelle locuzioni jì a quarata (="andare alla malora") e "mannà a quarata" (="mandare a quel paese"); in realtà Quarata non era altro che l'antico nome vernacolare di Corato, una cittadina legata fin dai tempi remoti alla provincia e diocesi di Trani, il territorio da cui, agli inizi del Quattrocento, si sviluppò un intenso flusso migratorio diretto verso il borgo extramurario di Ariano che dei Tranesi stessi avrebbe preso il nome.

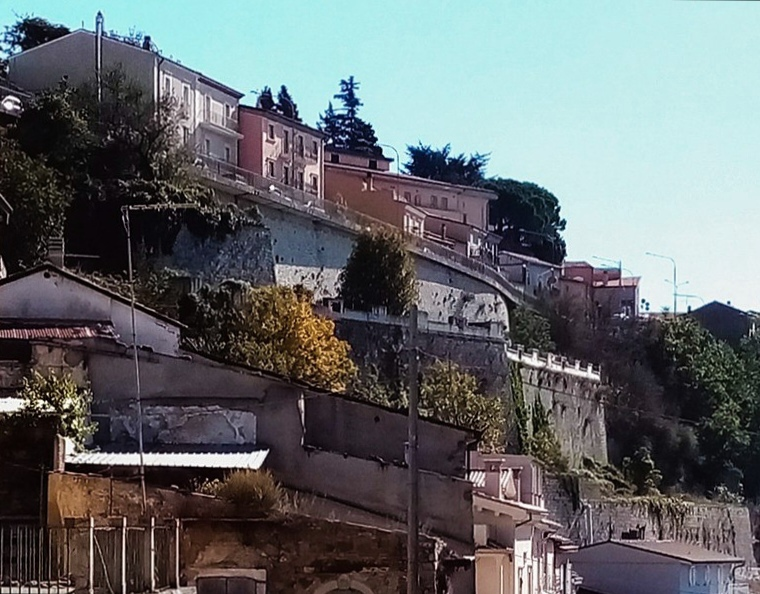
Uno scorcio del quartiere rupestre Tranesi (in dialetto Tranisi), popolato fin dal Quattrocento da gruppi di famiglie provenienti da Trani. A detta dello storico Nicola Flammia, almeno fino all'Ottocento il vernacolo parlato in tale rione risultava ancora distinguibile dall'arianese standard.

Non pochi vocaboli dialettali provengono invece dal linguaggio letterario dotto, aulico, latineggiante o comunque infarcito di latinismi (e talvolta perfino di grecismi), ben distinguendosi però dalle parole vernacolari di diretta derivazione latina: all'uopo si confrontino i verbi scapulà (="terminare il turno", "smontare", dal lemma giuslavoristico medievale excapulare) e scacchià (="squarciare", "schiantare", risalente invece all'antico latino volgare *excapulāre). Ad esempio il termine putéja (="bottega") è un prestito dal tardo latino medievale apothega, così come il nome del santo patrono Óto riflette il latino ecclesiastico Otho (al nominativo, laddove l'equivalente italiano Ottone trae invece origine dall'accusativo). Sovente molti termini eruditi, specie se di ambito artistico, medico, religioso o giuridico, hanno comunque subìto nel corso del tempo una vistosa evoluzione semantica (oltre che fonetica) fino ad acquisire significati del tutto peculiari e dunque innovativi; esemplari sono i casi di cummèddia (="litigio", non "commedia"), musichià (="brontolare", non "comporre musica"), artètica (="irrequietezza", non "artrite"), culéra (="fetore", non "colera"), riscìbbulo (="apprendista", non "discepolo"), scummùnica (="malasorte", non "scomunica"), liggìttimo (="genuino", non "legittimo"),  sintènzia (="imprecazione", non "sentenza").
Svariati toponimi derivano poi dal gergo notarile, amministrativo o tecnico-commerciale; ad esempio le Cesìne consistevano in terreni incolti sottoposti a diboscamento (in latino caesum significava "taglio a raso"), le Difése rappresentavano aree vincolate e adibite a pascolo o a usi civici (da difesa nel senso di "tutela"), le Fèstole erano i condotti di alimentazione delle fontane (detti fĭstulae nei vecchi manuali di idraulica), i Pàsteni costituivano degli appezzamenti dissodati manualmente e destinati a ospitare vigneti di nuovo impianto (il păstinum degli antichi Romani era una sorta di zappa bidente), le Starze erano fattorie adeguatamente attrezzate e recintate (nel medioevo note come starciae, dal latino sitărchiae, ="provviste"); inoltre, dal mestiere dei pignatari (fabbricanti di pignate, ossia pentole di terracotta) ha preso il nome la contrada Pignatale, così come da un prediale (o personale) Terentiānus si è avuto Tranzano e dal soprannome di un tavernaio è venuto fuori Turco (vi sorge infatti un'antica taverna), mentre dal francese trésor è derivato Trisóre, generalmente trascritto nella forma italianizzata Tesoro.
Notevoli furono infatti gli influssi (non soltanto lessicali) del francese, per lunghi secoli lingua di cultura per eccellenza nell'intera Europa; tra i tanti vocaboli di provenienza transalpina, penetrati a più riprese dalla conquista normanna fino all'età napoleonica, si citano  càscia (="cassa", dall'antico francese caisse, da cui trae origine anche l'inglese cash che però ha acquisito il significato di "denaro"), ciavarro (="ariete", dal francese arcaico chevrel, a sua volta risalente al latino caprĕolus), rua (="vicolo", da rue, discendente dal latino rūga), sciarabballo (="calesse", da char-à-bancs, letteralmente "carro a panche"), turtiéra (nome di una pietanza tipica locale, da  tourtière), café (="caffè", da café, con conservazione anche dell'esatto timbro vocalico), ncriccà (="sollevare", da cric), ammasunà (="rientrare nel pollaio", dal richiamo à la maison!, ossia "a casa!"), ntamà (="inaugurare", da entamer, a sua volta risalente al verbo occitano entaminar parallelo del latino contamināre), puliẓẓà ("pulire", ricavato dal tema poliss- presente in molte forme coniugate del verbo polir), nciarmà (="congegnare", da charme, le cui origini risalgono al latino carmen, ossia "sortilegio"). Di derivazione gallo-romanza è anche il suffisso -iére (corrispondente al francese -ier e alternativo all'autoctono -àro; comunque dal latino -ārius) indicante professione o mestiere, come nel caso di chianchiére (="macellaio") ove peraltro la base chianc(a) (="lastra di pietra", "macelleria") discende invece direttamente dal latino volgare planca.
A partire dall'Ottocento il dialetto è stato poi pervaso (ma al tempo stesso arricchito) da moltissimi vocaboli di derivazione italiana, anch'essi comunque banalmente distinguibili da quelli di schietta origine latina (ad esempio lu cérchio, ossia "il cerchione", rispetto a lu cìrchio che invece significa "il cerchio" e che discende direttamente dal latino cĭrculum). Non mancano, inoltre, differenze più o meno marcate tra i termini dialettali arianesi di derivazione italiana e quelli con analoga origine penetrati (sovente con largo anticipo) in altri vernacoli irpini maggiormente soggetti ai vivaci influssi napoletani: ad esempio, quale alternativa all'antico lemma craj (="domani", dal latino crās) in arianese si ha dumàni (derivante dall'italiano contemporaneo), laddove in altri luoghi d'Irpinia e nella stessa area partenopea si ha rimáni (o rimánə), risalente invece all'italiano arcaico dimane. Ecco comunque alcuni esempi di parole dialettali arianesi derivate dall'italiano: acchiètta (="asola", da occhietto), addata (="appuntamento", da data), cifro (="indiavolato", da lucifero), còrla (="risentimento", da collera), cunzèriva (="salsa di pomodoro", da conserva), liggistro (="cerchio in ghisa" della stufa, da registro), ntimmiatura (="solaio", da intempiatura), parzunale (="mezzadro", da parzionale), tèrmito (="cippo di confine", da termine), ncimintà (="infastidire", da cimentare), sigge (="riscuotere", da esigere). Importato dall'italiano è inoltre il diminutivo-vezzeggiativo -uccio, come ad esempio nel sostantivo ualluccio (="galletto") e, al plurale, nell'iperonimo animalucci (="animali da cortile"), ben diversamente da aucilluzzo (="uccellino") e purcilluzzo (="porcellino") nei quali si conserva invece il suffisso nativo -uzzo.
Numerosissimi sono infine i termini dialettali caduti in disuso nel corso dei secoli; di alcuni di essi rimangono tracce nelle radici di certi vocaboli (ad esempio il verbo acciuncà, ="azzoppare", presuppone un antico lemma *ciunco il cui significato doveva essere "zoppo"), nella toponomastica (ad esempio Monte de l'Àsino, unica sopravvivenza dell'antico termine vernacolare "àsino", erede diretto del latino ăsinus), nei cognomi (ad esempio Franza, ossia "Francia", dal faetano Fransa), nelle locuzioni cristallizzate (ad esempio tata, ="papà", ormai di uso comune soltanto nel modo di dire "Pi mmancanza d'uómini dabbéne faciérno tata sìnnico", ="in mancanza di uomini perbene elessero mio padre sindaco") oltreché negli scritti antichi; notevole tra questi ultimi è l'esempio di quatraro (="fanciullo"), un vocabolo prettamente meridionale attestato da Dante Alighieri di cui, come si può notare, si conserva la sola forma femminile.

## Proverbi

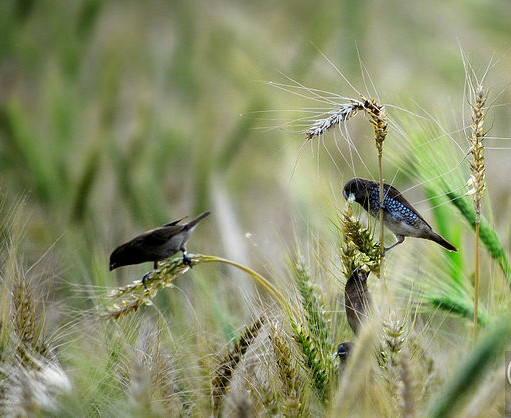
Si tutti l'auciélli canuscèssiro lu ggrano, a la Puglia nun si mitesse (="Se tutti gli uccelli conoscessero il frumento, nemmeno in Puglia si potrebbe mietere") è un antico detto contadino sotto forma di periodo ipotetico dell'irrealtà. La morale della massima è un invito a non sopravvalutare le capacità dei propri avversari.

Il vasto patrimonio di proverbi dialettali costituisce un significativo retaggio della cultura popolare, di matrice essenzialmente contadina e ricca di tradizione (il villaggio agro-pastorale de La Starza, risalente al neolitico medio, è il più antico della regione), ma povera di risorse materiali (Da rint'a nu vòsco nun s'acchia na frasca ="Dal sottobosco non si colgono fronde") e soggetta alle stravaganze della natura (L'èriva ca nun vuó, a l'uortu nasce ="L'erbaccia che non gradisci, spunta proprio nel tuo orto") e ai capricci del clima (Natale cu lu sole, Pasqua cu lu cippone ="A Natale splende il sole, a Pasqua il ceppo nel focolare"). Al riguardo, la cronica carenza di vestiario adeguato, legna da ardere e scorte di viveri (Saccu vacante, nun si manténe mpalato ="Quando il sacco è vuoto non si regge in piedi") rendeva assai difficile affrontare la stagione invernale (Affin'a Nnatale nné ffridd'e nné fame, roppu Natale fuóch'e strafuóco ="Fino a Natale né freddo né fame, dopo il Natale occorrono fuoco e cibo"); in particolare, erano temute le ondate di freddo, specie se precoci (Aùsto, capu di viérno ="Agosto è l'inizio dell'inverno") o tardive, queste ultime peraltro assai deleterie anche per l'agricoltura (Tannu la virnata è sciuta fóre, quann'éia Santu Libbratore ="Allora l'inverno è davvero finito, quando si celebra San Liberatore", ovvero il 15 maggio). La neve, invece, non causava disagi, ma era anzi ritenuta provvidenziale per le campagne e per i raccolti (Sott'a l'acqua fame, e sott'a la neve pane ="Sotto la pioggia fame, sotto la neve pane"); allo stesso modo, nonostante l'intenso lavoro manuale (La zappa téne la pónta d'óro ="La zappa ha la lama d'oro", ossia pesante ma preziosa), le fasi di calura erano tollerate senza patemi giacché il soleggiamento era considerato benefico per la salute (Andó trase lu sole, nun trase lu miérico ="Dove penetra il sole, non entra il medico"). D'altra parte le condizioni meteorologiche influivano direttamente sullo svolgimento della giornata lavorativa, che poteva essere impedita dalla pioggia (Quannu lu tiempu chiove, statti rint'e nun ti move ="Quando c'è la pioggia, resta dentro e non muoverti"), ma non dalla bruma (Negli'a la matina, accónzit'e ccammina ="Nebbia al mattino, preparati e va' al lavoro").

Tuttavia, più ancora degli eccessi climatici, ad incutere davvero paura erano le possibili carestie, le quali a loro volta potevano essere foriere di conflitti (La fame caccia lu lupo da lu vòsco ="La fame induce il lupo a uscir dal bosco") specialmente quando le disparità socio-economiche erano troppo marcate (Lu sazzio nun crér'a lu rijùno ="Chi è sazio non crede a chi è digiuno") o, peggio, quando si generavano contrasti tra gli stessi governanti (Lu cane cu ddui patruni si móre di fame ="Il cane di due padroni muore di fame"). E non essendo concepibile affrontare una fase critica contando sul supporto degli amici (Li megli'amici li ttiéni nda la sacca ="I migliori amici sono i denari che hai in tasca") né tantomeno sull'acquisto di merce a buon mercato (Lu sparagno nun porta uaragno ="Il risparmio non si tramuta in guadagno"), si tentava piuttosto di accumulare provviste nei periodi di abbondanza (Stipa ca truóvi ="Metti da parte se vorrai trovare") per poi evitare ogni forma di sperpero (Quannu staj la ràscia, mitti la chiàv'a la càscia ="Quando c'è abbondanza, chiudi a chiave la credenza"); fondamentale era anche la prevenzione dei furti (Chi si uarda li puórci suj, nunn'éia chiamato purcaro ="Chi sorveglia i propri maiali, non è reputato un porcaio") per mezzo di un cauto riserbo nei confronti degli estranei (Chi ti sape, ti rapre ="Chi troppo ti conosce, accede alle tue ricchezze"), ma non meno importante era l'ausilio di sistemi di difesa passiva predisposti per tempo, prima che fosse troppo tardi (Dopp'arrubbato, li pporte di fierro ="Dopo il furto, le porte blindate", ovviamente in senso ironico). Regole ferree imponevano inoltre l'equa distribuzione del lavoro (Nu póc'a ppiruno nun sap'a ffort'a nnisciuno ="Un po' per ciascuno non dispiace a nessuno") e delle poche risorse disponibili (Chi mangia sulo, si strafóca ="Chi mangia da solo finisce per strozzarsi"), evitando però l'eccessiva frammentazione (A sparte ricchezza s'arridduce puvirtà ="Suddividere le ricchezze determina povertà"). I pochi ricchi erano comprensibilmente invidiati per i loro facili sperperi (Andó staj la munnezza, staj la ricchezza ="Dove c'è immondizia, c'è ricchezza"), così come i potenti di turno erano temuti per le loro angherie (Só ccangiati li sunaturi, ma la musica éia sempe la stessa ="Son cambiati gli orchestranti, ma la musica è sempre la stessa"); dal canto loro i poveri, spesso denigrati per il loro modo di vivere alla giornata tramandato di generazione in generazione (Figliu di jatta, sùrici piglia ="Figlio di gatta, i topi acchiappa"), facevano di necessità virtù (Sparagni e cumparisci ="Risparmia e fa' bella figura") ingegnandosi in ogni modo per camuffare almeno esteticamente la propria miseria (Viésti cippone, ca pare barone ="Vesti bene un ceppo, e sembrerà un barone"). In effetti le classi più indigenti, seppur al riparo da qualsiasi rischio di confisca o esazione fiscale (Tre só li putiénti: lu papa, lu rré e chi nun téne niénte ="Tre sono i potenti: il papa, il re e i nullatenenti"), rimanevano pur sempre le più vulnerabili ai soprusi (Lu cane mózzic'a lu strazzato ="Il cane morde gli straccioni").

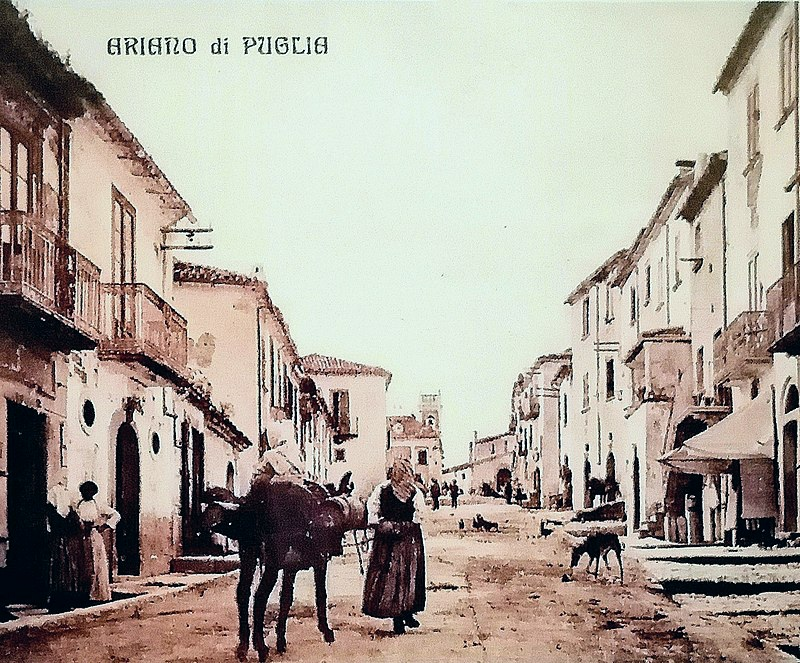
Immagine d'epoca raffigurante un asino da soma mentre arranca lungo l'antico tracciato della strada nazionale delle Puglie, nel rione San Rocco; uno scenario desueto ma rievocato dal proverbio La ciuccia bbóna si ver'a la nchianata (="Una brava somarella la si riconosce in salita").

Frequenti erano poi i dissapori all'interno delle famiglie, benché almeno i bambini suscitassero simpatia per la loro schiettezza (Quannu lu pìcculo parla, lu ruóss'è pparlato ="Quando un piccino parla, il grande ha già parlato"). Sovente però i genitori tendevano ad accusare i figli per le frequenti disobbedienze (Chi nun sente a mmamma e ppatre si tróva andó nun vóle ="Chi non dà ascolto ai genitori si ritrova dove non vuole") e per l'eccessivo spreco di risorse (Crisci figli, crisci puorci ="Allevare figli equivale ad allevare porci"), senza peraltro ricevere ricompensa alcuna per tutto l'affetto dimostrato (La figlia mupa la capisce la mamma ="La fanciulla taciturna è ben compresa da sua madre") e per i tanti sacrifici patiti (Nu patr'e na mamma càmpan'a cciéntu figli, ciéntu figli nun càmpan'a nu patr`e na mamma ="Un padre e una madre accudiscono cento figli, ma cento figli non riescono ad accudire un padre e una madre"); d'altro canto i modelli educativi erano improntati alla massima severità (Mazz'e ppanelle fanno li figli belli ="Pane e bastonate rendono i figli disciplinati"), così come la struttura patriarcale della famiglia e la stessa configurazione gerarchica della società erano ritenute imprescindibili (Andó tanta ualli càntano, nun face mai juorno ="Laddove ci son troppi galli a cantare non si fa mai giorno"). Piuttosto sfumato appariva invece il confine tra sacro e profano (Aiùtiti ca Ddio t'aiuta, ="Datti da fare, e Dio ti assisterà"), fermo restando che imprecazioni e bestemmie erano considerati comportamenti inqualificabili, tipici delle persone stolte (Chi sputa nciélo, nfaccia li véne, ="Chi sputa al cielo, lo riceve in volto").
Proverbiali erano inoltre i dissidi nell'ambito del vicinato (Megli`a ttiné nu mal'amico, ca nu malu vicino ="Meglio avere un cattivo amico che un cattivo vicino di casa"), sebbene il ricorso alla violenza fosse vivamente deprecato (Chi vóle la morte di l'ati, la sója staj addrét'a la porta ="Chi desidera la morte altrui ha la sua dietro l'angolo"). Nei rapporti interpersonali era invece ritenuta assai efficace la forza di volontà (Chi téne faccia tosta si mmarita, e cchi no rumane vecchia zita ="Chi ha faccia tosta si marita, chi non ce l'ha rimane zitella"), che per di più doveva essere espressa direttamente e non per interposta persona (Chi vóle vaje e chi nun vóle manna ="Chi vuole va di persona, chi non vuole manda altri") oltre che accompagnata da atteggiamenti fattivi (A parlà éia arte lèggia ="Parlare è cosa facile"), ma senza troppo affrettarsi (Mal'a cchi si ferma nta la prima taverna ="Guai a chi alloggia nella prima taverna che incontra"), senza tentare scorciatoie improbabili (Allonga la vija e vatténn'a ccàsita ="Allunga pure la strada ma va' sicuro a casa") e soprattutto senza rincorrere desideri irrealizzabili (A cchiange lu muórto só llàcrime perse ="Piangere per i defunti è uno spreco di lacrime"). Infine, proprio in virtù della caducità dell'esistenza terrena (La vita éia n'affacciata di finesta ="La vita è uno sguardo dalla finestra") e dell'incertezza sulla sua durata (La morte éia pi l'àino e ppi la pècura ="La morte può cogliere l'agnello così come la pecora"), ci si aspettava che una volta intrapreso un determinato percorso di vita lo si portasse a termine senza ripensamenti (Chi lassa la via vecchia pi la nóva, sape quero ca lassa ma nun sape quero ca tróva ="Chi abbandona la strada vecchia per la nuova, sa quel che lascia ma non sa quel che trova") finanche dinanzi alle prevedibili difficoltà (Li rróse càruno e li spine rumànuno ="Le rose sfioriscono ma le spine persistono").